# Lista de navios da Segunda Guerra Mundial (Y)
A Lista de navios da Segunda Guerra Mundial contém grandes embarcações militares da guerra, organizadas em ordem alfabética e por tipo. A lista inclui navios armados que serviram durante a guerra e no período imediatamente posterior, incluindo operações de combate em andamento, rendições de guarnições, ocupação pós-rendição, re-ocupação de colônia, repatriação de tropas e prisioneiros, até o final de 1945. Para embarcações menores, veja também a lista de navios da Segunda Guerra Mundial com menos de 1000 toneladas. Alguns navios Eixo incompletos estão incluídos, por interesse histórico. Os navios são designados para o país sob o qual operaram durante o período mais longo da Segunda Guerra Mundial, independentemente de onde foram construídos ou histórico de serviço anterior. Submarinos mostram deslocamento submerso.

## Navios
| Navio            | País                                   | Classe     | Tipo              | Deslocamento (t) | Comissionamento        | Destino                            |
| ---------------- | -------------------------------------- | ---------- | ----------------- | ---------------- | ---------------------- | ---------------------------------- |
| Yahagi           | Marinha Imperial Japonesa              | Agano      | Cruzador rápido   | 6 650            | 29 de dezembro de 1943 | Afundado em 7 de abril de 1945     |
| Yakaze           | Marinha Imperial Japonesa              | Minekaze   | Contratorpedeiro  | 1 345            | 19 de julho de 1920    | Desmontado                         |
| Yakov Sverdlov   | Frota Naval Militar da União Soviética | —          | Contratorpedeiro  | 1 260            | 9 de setembro de 1913  | Afundado em 28 de agosto de 1941   |
| Yakumo           | Marinha Imperial Japonesa              | —          | Cruzador blindado | 9 646            | 20 de junho de 1900    | Desmontado                         |
| Yamagumo         | Marinha Imperial Japonesa              | Asashio    | Contratorpedeiro  | 2 370            | 15 de janeiro de 1938  | Afundado em 25 de outubro de 1944  |
| Yamakaze         | Marinha Imperial Japonesa              | Shiratsuyu | Contratorpedeiro  | 1 685            | 30 de junho de 1937    | Afundado em 25 de junho de 1942    |
| Yamashiro        | Marinha Imperial Japonesa              | Fusō       | Couraçado         | 39 154           | 31 de março de 1917    | Afundado em 25 de outubro de 1944  |
| Yamato           | Marinha Imperial Japonesa              | Yamato     | Couraçado         | 74 170           | 16 de dezembro de 1941 | Afundado em 7 de abril de 1945     |
| Yanagi           | Marinha Imperial Japonesa              | Matsu      | Contratorpedeiro  | 1 260            | 18 de janeiro de 1945  | Desmontado                         |
| Yarnall          | Marinha dos Estados Unidos             | Fletcher   | Contratorpedeiro  | 2 050            | 30 de dezembro de 1943 | Transferido para a China           |
| Yasoshima        | Marinha Imperial Japonesa              | Ioshima    | Cruzador rápido   | 2 450            | 25 de setembro de 1944 | Afundado em 25 de novembro de 1944 |
| Yayoi            | Marinha Imperial Japonesa              | Mutsuki    | Contratorpedeiro  | 1 315            | 28 de agosto de 1926   | Afundado em 11 de setembro de 1942 |
| Yoizuki          | Marinha Imperial Japonesa              | Akizuki    | Contratorpedeiro  | 2 700            | 31 de janeiro de 1945  | Transferido para a China           |
| Young            | Marinha dos Estados Unidos             | Fletcher   | Contratorpedeiro  | 2 050            | 1º de maio de 1968     | Afundado em 6 de março de 1970     |
| Yorktown (CV-5)  | Marinha dos Estados Unidos             | Yorktown   | Porta-aviões      | 19 900           | 30 de setembro de 1937 | Afundado em 7 de junho de 1942     |
| Yorktown (CV-10) | Marinha dos Estados Unidos             | Essex      | Porta-aviões      | 30 800           | 15 de abril de 1943    | Navio-museu                        |
| Yūbari           | Marinha Imperial Japonesa              | —          | Cruzador rápido   | 2 890            | 23 de julho de 1923    | Afundado em 27 de abril de 1944    |
| Yūdachi          | Marinha Imperial Japonesa              | Shiratsuyu | Contratorpedeiro  | 1 685            | 7 de janeiro de 1937   | Afundado em 13 de novembro de 1942 |
| Yūgiri           | Marinha Imperial Japonesa              | Fubuki     | Contratorpedeiro  | 1 750            | 3 de dezembro de 1930  | Afundado em 26 de novembro de 1943 |
| Yūgumo           | Marinha Imperial Japonesa              | Yūgumo     | Contratorpedeiro  | 2 077            | 5 de dezembro de 1941  | Afundado em 7 de outubro de 1943   |
| Yūgure           | Marinha Imperial Japonesa              | Hatsuharu  | Contratorpedeiro  | 1 530            | 30 de março de 1935    | Afundado em 20 de julho de 1943    |
| Yūkaze           | Marinha Imperial Japonesa              | Minekaze   | Contratorpedeiro  | 1 345            | 24 de agosto de 1921   | Desmontado                         |
| Yukikaze         | Marinha Imperial Japonesa              | Kagerō     | Contratorpedeiro  | 2 490            | 20 de janeiro de 1940  | Transferido para a China           |
| Yūnagi           | Marinha Imperial Japonesa              | Kamikaze   | Contratorpedeiro  | 1 400            | 24 de maio de 1925     | Afundado em 25 de agosto de 1944   |
| Yura             | Marinha Imperial Japonesa              | Nagara     | Cruzador rápido   | 5 088            | 20 de março de 1923    | Afundado em 25 de outubro de 1942  |
| Yūzuki           | Marinha Imperial Japonesa              | Mutsuki    | Contratorpedeiro  | 1 315            | 25 de julho de 1927    | Afundado em 23 de dezembro de 1944 |